# Эдоардо Амальди (грузовой космический корабль)
«Эдоардо Амальди» — европейский автоматический грузовой космический корабль, названный в честь итальянского физика Эдоардо Амальди (1908—1989). Это третий корабль из серии ATV, первым кораблём был «Жюль Верн». Строительство аппарата шло в Бремене, Германия.

## Запуск и стыковка
ATV-3 был запущен 23 марта 2012 года в 04:34 UTC с помощью ракеты-носителя тяжёлого класса «Ариан-5ES» из Гвианского космического центра на Куру́. Стыковка с российским служебным модулем «Звезда» была осуществлена в автоматическом режиме 28 марта в 22:31 UTC.

## Отстыковка и завершение полёта
Первоначально, корабль ATV-3 «Эдоардо Амальди» должен был отстыковаться в ночь на 26 сентября 2012 года в 02:35 по московскому времени, однако отстыковка была перенесена «из-за проблем с системой управления, расположенной в российском служебном модуле».
Вторая попытка отстыковки была предпринята 28 сентября и завершилась штатно в 21:44 UTC. Зажиганием двигателей 2 октября в 21:43 UTC началось сведение корабля с орбиты, в ходе которого «Эдоардо Амальди» сгорел при входе в плотные слои атмосферы над несудоходным районом Тихого океана в 01:30 UTC 3 октября 2012 года.

## Характеристики
«Эдоардо Амальди» оснащён высокоточной навигационной аппаратурой, полёт грузовика выполняется в автоматическом режиме.

## Полезная нагрузка
Автоматический грузовой космический корабль доставил около 2 тонн сухих грузов, 285 килограммов воды и более 3 тонн топлива на Международную космическую станцию. ATV-3 доставил специальный новый блок перекачки жидкости, являющийся основным компонентом американской системы переработки урины в питьевую воду.